# Lista gier wideo z serii Dragon Ball
Lista gier wideo z serii Dragon Ball zawiera wszystkie licencjonowane gry wideo stworzone na podstawie mangi lub anime Dragon Ball. Lista nie zawiera wszelkiego rodzaju fanowskich projektów, a także produktów nielicencjonowanych.

## Lista gier
| Tytuł                                                      | Data Wydania                                                                                          | Producent               | Wydawca                  | Platforma                                                           | Uwagi |
| ---------------------------------------------------------- | --- | ----------------------- | ------------------------ | ------------------------------------------------------------------- | --- |
| Dragon Ball: Dragon Daihikyō                               | 27 września 1986                                                                                      | Epoch                   | —                        | Super Cassette Vision                                               | - Pierwsza gra wideo w uniwersum Dragon Ball - Wydana tylko w Japonii |
| Dragon Ball: Shenlong no Nazo/Dragon Power                 | JP: 27 listopada 1986 Am.Płn.: marzec 1988 EU: 1990(Francja)1993(Hiszpania)                           | Bandai                  | Bandai                   | Famicom, NES                                                        | - We Francji wydana pod nazwą Dragon Ball: Le Secret du Dragon - W Ameryce Północnej wydana pod tytułem Dragon Power, nie opierała się na serii Dragon Ball, lecz na powieści Wędrówka na Zachód. - W Europie wydana w dwóch krajach - we Francji i Hiszpanii |
| Dragon Ball Telephone TV                                   | 1987                                                                                                  | —                       | —                        | Arcade                                                              | - Pierwsza gra z uniwersum Dragon Ball wydana na automaty |
| Dragon Ball: Daimaō Fukkatsu                               | 12 sierpnia 1988                                                                                      | Bandai                  | Bandai                   | Famicom                                                             | - Wydana tylko w Japonii |
| Dragon Ball 3: Goku Den                                    | 27 października 1989                                                                                  | TOSE                    | Bandai                   | Famicom, WonderSwan                                                 | - Wydana tylko w Japonii - W 2002 wydano remake gry na konsolę WonderSwan |
| Dragon Ball Z: Kyôshū! Saiyan                              | 27 października 1990                                                                                  | TOSE                    | Bandai                   | Famicom                                                             | - Wydana tylko w Japonii |
| Dragon Ball Z II: Gekishin Frieza                          | 10 sierpnia 1991                                                                                      | TOSE                    | Bandai                   | Famicom                                                             | - Wydana tylko w Japonii |
| Dragon Ball Z: Super Saiya Densetsu                        | 25 stycznia 1992                                                                                      | TOSE                    | Bandai                   | Super Famicom                                                       | - Remake gier Dragon Ball Z: Kyôshū! Saiyan i Dragon Ball Z II: Gekishin Frieza - Pierwsza gra w uniwersum Dragon Ball wydana na konsolę czwartej generacji - Wydana tylko w Japonii                                                                          |
| Dragon Ball Z III: Ressen Jinzōningen                      | 7 sierpnia 1992                                                                                       | TOSE                    | Bandai                   | Famicom                                                             | - Wydana tylko w Japonii |
| Dragon Ball Z: Gekitō Tenkaichi Budokai                    | 29 grudnia 1992                                                                                       | TOSE                    | Bandai                   | Famicom                                                             | - Gra wymagała akcesorium Datach Joint Rom System do uruchomienia - Wydana tylko w Japonii |
| Dragon Ball Z: Super Butōden                               | JP: 20 marca 1993 EU: 30 listopada 1993                                                               | Bandai                  | Bandai                   | Super Famicom, Super NES                                            | - Pierwsza gra z serii Super Butōden - W Europie wydana w dwóch krajach - we Francji i Hiszpanii |
| Dragon Ball Z Gaiden: Saiyajin Zetsumetsu Keikaku          | 6 sierpnia 1993                                                                                       | Bandai                  | Bandai                   | Famicom                                                             | - Wydana tylko w Japonii |
| Dragon Ball Z: Super Butōden 2                             | JP: 17 grudnia 1993 Am.Płn.: 20 października 2015 EU: czerwiec 1994                                   | Bandai                  | Bandai                   | Super Famicom, Super NES                                            | - We Francji wydana pod tytułem Dragon Ball Z: la Légende Saien - W Europie wydana w dwóch krajach - we Francji i Hiszpanii - W Ameryce Północnej wydana w usłudze 3DS virtual console                                                                        |
| Dragon Ball Z                                              | 1993                                                                                                  | Banpresto               | Banpresto                | Arcade                                                              | — |
| Dragon Ball Z: Buyū Retsuden                               | JP: 1 kwietnia 1994 EU: czerwiec 1994                                                                 | Bandai                  | Bandai                   | Sega Mega Drive                                                     | - We Francji wydana pod tytułem Dragon Ball Z: L'Appel du Destin - W Portugalii wydana pod tytułem Dragon Ball Z - W Europie wydana w trzech krajach - we Francji, Hiszpanii i Portugalii                                                                     |
| Dragon Ball Z: Shin Saiyajin Zenmetsu Keikaku — Chikyū-Hen | 23 września 1994                                                                                      | Bandai                  | Bandai                   | Playdia                                                             | - Pierwsza część serii Saiyan Zenmetsu Keikaku na konsolę Playdia - Wydana tylko w Japonii |
| Dragon Ball Z: Super Butōden 3                             | JP: 29 września 1994 EU: marzec 1995                                                                  | Bandai                  | Bandai                   | Super Famicom, Super NES                                            | - W Europie wydana w dwóch krajach - we Francji i Hiszpanii - We Francji i Hiszpanii wydana jako Dragon Ball Z: Ultime Menace |
| Dragon Ball Z: Idainaru Son Goku Densetsu                  | 11 listopada 1994                                                                                     | Bandai                  | Bandai                   | TurboGrafx-16                                                       | - Wydana tylko w Japonii |
| Dragon Ball Z: Goku Hishōden                               | 25 listopada 1994                                                                                     | Bandai                  | Bandai                   | Game Boy                                                            | - Pierwsza gra z uniwersum Dragon Ball wydana na konsolę przenośną - Wydana tylko w Japonii |
| Dragon Ball Z Gaiden: Saiyajin Zetsumetsu Keikaku~Uchū-Hen | 16 grudnia 1994                                                                                       | Bandai                  | Bandai                   | Playdia                                                             | - Wydana tylko w Japonii |
| Dragon Ball Z 2: Super Battle                              | 1994                                                                                                  | Banpresto               | Banpresto                | Arcade                                                              | — |
| Dragon Ball Z: V.R.V.S.                                    | 1994                                                                                                  | Banpresto, SEGA         | Banpresto, SEGA          | Arcade                                                              | — |
| Dragon Ball Z: Super Goku Den — Totsugeki-Hen              | 24 marca 1995                                                                                         | TOSE                    | Bandai                   | Super Famicom                                                       | - Wydana tylko w Japonii |
| Dragon Ball Z: Ultimate Battle 22                          | JP: 28 lipca 1995 Am.Płn.: 25 marca 2003 EU: czerwiec 1996                                            | Bandai                  | Bandai                   | PlayStation                                                         | - Pierwsza gra w uniwersum Dragon Ball wydana na konsolę piątej generacji |
| Dragon Ball Z: Goku Gekitōden                              | 25 sierpnia 1995                                                                                      | Bandai                  | Bandai                   | Game Boy                                                            | — |
| Dragon Ball Z: Super Goku Den — Kakusei-Hen                | 22 września 1995                                                                                      | TOSE                    | Bandai                   | Super Famicom                                                       | — |
| Dragon Ball Z: Shin Butōden                                | 17 listopada 1995                                                                                     | Bandai                  | Bandai                   | Sega Saturn                                                         | - Wydana tylko w Japonii |
| Dragon Ball Z: Hyper Dimension                             | JP: 29 marca 1996 EU: luty 1997                                                                       | Bandai                  | Bandai                   | Super Famicom, Super NES                                            | - W Europie wydana tylko w dwóch krajach - we Francji i Hiszpanii |
| Dragon Ball Z: Idainaru Dragon Ball Densetsu               | JP: 31 maja 1996 EU: grudzień 1996                                                                    | Bandai                  | Bandai                   | PlayStation, Sega Saturn                                            | - W Europie wydana jedynie na konsolę Sega Saturn w dwóch krajach - we Francji i Hiszpanii - W Hiszpanii wydana jako Dragon Ball Z: The Legend |
| Dragon Ball: Final Bout                                    | JP: 21 sierpnia 1997 Am.Płn.: 31 lipca 1997 EU: 2 listopada 1997                                      | Bandai                  | Bandai                   | PlayStation                                                         | - W Ameryce Północnej wydana jako Dragon Ball GT: Final Bout - Pierwsza gra w uniwersum Dragon Ball w pełnym 3D |
| Dragon Ball Z: Collectible Card Game                       | 29 maja 2002                                                                                          | Atari                   | Atari                    | Game Boy Advance                                                    | — |
| Dragon Ball Z: Legendary Super Warriors                    | JP: 9 sierpnia 2002 Am.Płn.: 8 listopada 2002 EU: 30 czerwca 2002                                     | Banpresto               | Banpresto                | Game Boy Color                                                      | — |
| Dragon Ball Z: The Legacy of Goku                          | Am.Płn.: 14 maja 2002 EU: 4 października 2002                                                         | Webfoot Technologies    | Atari                    | Game Boy Advance                                                    | — |
| Dragon Ball Z: Budokai                                     | JP: 13 lutego 2002 Am.Płn.: 3 grudnia 2002 EU: 2 listopada 2002                                       | Dimps                   | Bandai                   | PlayStation 2, GameCube                                             | - Pierwsza gra z serii Budokai - Pierwsza gra w uniwersum Dragon Ball wydana na konsolę szóstej generacji |
| Dragon Ball Z: The Legacy of Goku II                       | JP: 23 lipca 2004 Am.Płn.: 17 czerwca 2003 EU: 1 października 2003                                    | Webfoot Technologies    | Atari                    | Game Boy Advance                                                    | — |
| Dragon Ball Z: Budokai 2                                   | JP: 5 lutego 2004 Am.Płn.: 4 grudnia 2003 EU: 14 listopada 2003 AUS: 23 listopada 2003                | Dimps                   | Bandai                   | PlayStation 2, GameCube                                             | — |
| Dragon Ball                                                | 20 listopada 2003                                                                                     | Bandai                  | Bandai                   | Wonder Swan                                                         | - Remake trzech pierwszych gier na konsolę Famicom - Wydana tylko w Japonii |
| Dragon Ball Z: Taiketsu                                    | 24 listopada 2003                                                                                     | Webfoot Technologies    | Atari                    | Game Boy Advance                                                    | - Wydana tylko w Ameryce Północnej |
| Dragon Ball Z: Supersonic Warriors                         | JP: 26 marca 2004 Am.Płn.: 22 czerwca 2004 EU: 27 sierpnia 2004                                       | Arc System Works        | Bandai                   | Game Boy Advance                                                    | — |
| Dragon Ball Z: Buu's Fury                                  | 14 września 2004                                                                                      | Webfoot Technologies    | Atari                    | Game Boy Advance                                                    | - Wydana tylko w Ameryce Północnej |
| Dragon Ball: Advanced Adventure                            | JP: 18 listopada 2004 Am.Płn.: 6 czerwca 2006 EU: 17 czerwca 2005                                     | Dimps                   | Atari                    | Game Boy Advance                                                    | — |
| Dragon Ball Z: Budokai 3                                   | JP: 10 lutego 2005 Am.Płn.: 16 listopada 2004 EU: 19 listopada 2004 AUS: 26 listopada 2004            | Dimps                   | Bandai                   | PlayStation 2, PlayStation 3, Xbox360                               | — |
| Dragon Ball Z: Sagas                                       | 22 marca 2005                                                                                         | Avalanche Software      | Atari                    | Game Cube, PlayStation 2, Xbox                                      | - Wydana jedynie w Ameryce Północnej |
| Dragon Ball GT: Transformation                             | 9 sierpnia 2005                                                                                       | Webfoot Technologies    | Atari                    | Game Boy Advance                                                    | - Wydana jedynie w Ameryce Północnej |
| Dragon Ball Z: Budokai Tenkaichi                           | JP: 6 października 2005 Am.Płn.: 18 października 2005 EU: 21 października 2005                        | Spike Chunsoft          | Bandai                   | PlayStation 2                                                       | - Pierwsza gra z serii Budokai Tenkaichi |
| Dragon Ball Z: Supersonic Warriors 2                       | JP: 1 grudnia 2005 Am.Płn.: 20 listopada 2005 EU: 3 lutego 2006 AUS: 8 grudnia 2005                   | Cavia, Arc System Works | Banpresto, Atari, Bandai | Nintendo DS                                                         | — |
| Super Dragon Ball Z                                        | 22 grudnia 2005                                                                                       | Arika, Crafts & Meister | Banpresto, Atari, Bandai | Arcade, PlayStation 2                                               | - Wersja na automaty wydana jedynie w Japonii |
| Dragon Ball Z: Shin Budokai                                | JP: 20 kwietnia 2006 Am.Płn.: 7 marca 2006 EU: 25 maja 2006                                           | Dimps                   | Atari, Bandai            | PlayStation Portable                                                | — |
| Dragon Ball Z: Budokai Tenkaichi 2                         | JP: 5 października 2006 Am.Płn.: 7 listopada 2006 EU: 3 listopada 2006                                | Spike Chunsoft          | Atari, Bandai            | PlayStation 2, Nintendo Wii                                         | - Pierwsza gra w uniwersum Dragon Ball wydana na konsolę siódmej generacji |
| Data Carddass Dragon Ball Z                                | 2006                                                                                                  | —                       | —                        | Arcade                                                              | — |
| Data Carddass Dragon Ball Z 2                              | kwiecień 2006                                                                                         | Dimps                   | Bandai                   | Arcade                                                              | — |
| Dragonradar Mobile                                         | styczeń 2007                                                                                          | Bandai                  | Bandai                   | Dragonradar Mobile                                                  | - Gra wbudowana w przenosną konsole z Ekranem LCD - Wydana tylko w Japonii |
| Dragon Ball Z: Bakuretsu Impact                            | 16 marca 2007                                                                                         | Dimps                   | Bandai                   | Arcade                                                              | — |
| Dragon Ball Z: Harukanaru Densetsu                         | JP: 21 marca 2007 Am.Płn.: 5 czerwca 2007 EU: 31 sierpnia 2007 AUS: 2007                              | Namco Bandai            | Atari, Bandai            | Nintendo DS                                                         | — |
| Dragon Ball Z: Shin Budokai - Another Road                 | JP: 7 czerwca 2007 Am.Płn.: 20 marca 2007 EU: 22 czerwca 2007 AUS: 29 czerwca 2007                    | Dimps                   | Atari, Bandai            | PlayStation Portable                                                | — |
| Dragon Ball Z: Budokai Tenkaichi 3                         | JP: 4 października 2007 Am.Płn.: 13 listopada 2007 EU: 9 listopada 2007                               | Spike Chunsoft          | Atari, Bandai            | PlayStation 2, Nintendo Wii                                         | — |
| Dragon Ball Z Ultimate Blast                               | 15 października 2007                                                                                  | —                       | Bandai                   | Telefony Komórkowe                                                  | - Jedna z gier Dragon Ball z serii na telefony komórkowe - Wydana tylko w Japonii |
| Dragon Ball Z Othello                                      | 15 października 2007                                                                                  | —                       | Bandai                   | Telefony Komórkowe                                                  | - Jedna z gier Dragon Ball z serii na telefony komórkowe - Wydana tylko w Japonii |
| Dragon Ball Pinball                                        | 15 października 2007                                                                                  | —                       | Bandai                   | Telefony Komórkowe                                                  | - Jedna z gier Dragon Ball z serii na telefony komórkowe - Wydana tylko w Japonii |
| Dragon Ball Nyūmon! Kamesenryū                             | 15 października 2007                                                                                  | —                       | Bandai                   | Telefony Komórkowe                                                  | - Jedna z gier Dragon Ball z serii na telefony komórkowe - Wydana tylko w Japonii |
| Dragon Ball Satoshi meshi to oi kakekko!                   | 15 października 2007                                                                                  | —                       | Bandai                   | Telefony Komórkowe                                                  | - Jedna z gier Dragon Ball z serii na telefony komórkowe - Wydana tylko w Japonii |
| Dragon Ball Sugoroku                                       | 14 kwietnia 2008                                                                                      | —                       | Bandai                   | Telefony Komórkowe                                                  | - Wydana tylko w Japonii |
| Dragon Ball Z: W Bakuretsu Impact                          | 14 maja 2008                                                                                          | Dimps                   | Bandai                   | Arcade                                                              | — |
| Dragon Ball Z: Burst Limit                                 | JP: 5 czerwca 2008 Am.Płn.: 10 czerwca 2008 EU: 6 czerwca 2008 AUS: 3 lipca 2008                      | Dimps                   | Atari, Bandai            | PlayStation 3, Xbox 360                                             | — |
| Dragon Ball: Origins                                       | JP: 18 września 2008 Am.Płn.: 4 listopada 2008 EU: 5 grudnia 2008 AUS: 4 grudnia 2008                 | Game Republic           | Atari, Bandai            | Nintendo DS                                                         | — |
| Dragon Ball Z: Infinite World                              | JP: 4 grudnia 2008 Am.Płn.: 4 grudnia 2008 EU: 5 grudnia 2008                                         | Dimps                   | Atari, Bandai            | PlayStation 2                                                       | — |
| Dragon Ball Mobile in Muscle Tower's Action                | 22 stycznia 2009                                                                                      | —                       | Bandai                   | Telefony Komórkowe                                                  | - Wydana tylko w Japonii |
| Dragonball Evolution                                       | JP: 19 marca 2009 Am.Płn.: 8 kwietnia 2009 EU: 17 kwietnia 2009                                       | Dimps Corporation       | Namco Bandai Games       | PlayStation Portable                                                | — |
| Dragon Ball Z: Dragon Battlers                             | 21 kwietnia 2009                                                                                      | Namco Bandai            | Namco Bandai             | Arcade                                                              | — |
| Dragon Ball Z: Attack of the Saiyans                       | JP: 29 kwietnia 2009 Am.Płn.: 10 listopada 2009 EU: 6 listopada 2009                                  | Monolith Soft           | Bandai, Namco Bandai     | Nintendo DS                                                         | — |
| Dragon Ball: Revenge of King Piccolo                       | JP: 23 lipca 2009 Am.Płn.: 20 października 2009 EU: 30 października 2009 AUS: 15 października 2009    | Media.Vision            | Bandai, Namco Bandai     | Nintendo Wii                                                        | - W Japonii wydana jako Dragon Ball: World's Greatest Adventure |
| Dragon Ball: Raging Blast                                  | JP: 9 listopada 2009 Am.Płn.: 10 listopada 2009 EU: 13 listopada 2009 AUS: 19 listopada 2009          | Spike                   | Bandai, Namco Bandai     | PlayStation 3, Xbox 360                                             | — |
| Dragon Ball: Origins 2                                     | JP: 11 lutego 2010 Am.Płn.: 22 czerwca 2010 EU: 2 lipca 2010                                          | Game Republic           | Bandai                   | Nintendo DS                                                         | — |
| Dragon Ball Z: Tenkaichi Tag Team                          | JP: 30 września 2010 Am.Płn.: 19 października 2010 EU: 22 października 2010 AUS: 21 października 2010 | Spike Chunsoft          | Namco Bandai             | PlayStation Portable                                                | — |
| Dragon Ball: Raging Blast 2                                | JP: 11 listopada 2010 Am.Płn.: 2 listopada 2010 EU: 5 listopada 2010                                  | Spike Chunsoft          | Namco Bandai             | PlayStation 3, Xbox 360                                             | — |
| Dragon Ball Heroes                                         | 11 listopada 2010                                                                                     | —                       | —                        | Arcade                                                              | — |
| Dragon Ball Online                                         | 2010                                                                                                  | Bird Studio, Shueisha   | Namco Bandai             | Microsoft Windows                                                   | - Pierwsza gra z uniwersum Dragon Ball z gatunku MMORPG |
| Dragon Ball Kai: Ultimate Butoden                          | 3 lutego 2011                                                                                         | Game Republic           | Namco Bandai             | Nintendo DS                                                         | - Wydana tylko w Japonii |
| Dragon Ball Z: Ultimate Tenkaichi                          | JP: 8 grudnia 2011 Am.Płn.: 25 października 2011 EU: 28 października 2011                             | Spike Chunsoft          | Namco Bandai             | PlayStation 3, Xbox 360                                             | — |
| Dragon Ball: Zenkai Battle Royale                          | 2011                                                                                                  | —                       | —                        | Arcade                                                              | - Pierwsza gra używająca technolofii GGPO |
| Dragon Ball Z: For Kinect                                  | Am.Płn.: 9 października 2012 EU: 5 października 2012                                                  | Spike Chunsoft          | Bandai                   | Xbox 360                                                            | - Gra wymagała urządzenia Kinect do działania |
| Dragon Ball Z: Budokai HD Collection                       | Am.Płn.: 6 listopada 2012 EU: 2 listopada 2012                                                        | —                       | Bandai                   | PlayStation 3, Xbox 360                                             | — |
| Dragon Ball Heroes: Ultimate Mission                       | 28 lutego 2013                                                                                        | Game Republic           | Namco Bandai             | Nintendo 3DS                                                        | - Wydana tylko w Japonii |
| Dragon Ball Z: Battle of Z                                 | JP: 23 stycznia 2014 Am.Płn.: 28 stycznia 2014 EU: 24 stycznia 2014                                   | Artdink                 | Namco Bandai             | PlayStation 3, Xbox 360, PlayStation Vita                           | — |
| Dragon Ball Heroes: Ultimate Mission 2                     | 7 sierpnia 2014                                                                                       | Game Republic           | Namco Bandai             | Nintendo 3DS                                                        | - Wydana tylko w Japonii |
| Dragon Ball Xenoverse                                      | JP: 5 lutego 2015 Am.Płn.: 24 lutego 2015 EU: 27 lutego 2015                                          | Dimps                   | Namco Bandai             | PlayStation 3, PlayStation 4, Xbox 360, Xbox One, Microsoft Windows | - Pierwsza gra w uniwersum Dragon Ball wydana na konsolę ósmej generacji - Pierwsza gra z serii Xenoverse |
| Dragon Ball Z: Extreme Butōden                             | JP: 11 czerwca 2015 Am.Płn.: 20 października 2015 EU: 16 października 2015 AUS: 16 października 2015  | Game Republic           | Namco Bandai             | Nintendo 3DS                                                        | — |
| Dragon Ball Z: Dokkan Battle                               | 16 lipca 2015                                                                                         | Namco Bandai            | Namco Bandai             | Android, iOS                                                        | — |
| Dragon Ball Fusions                                        | 4 sierpnia 2016                                                                                       | Game Republic           | Namco Bandai             | Nintendo 3DS                                                        | — |
| Dragon Ball Xenoverse 2                                    | 28 października 2016                                                                                  | Dimps                   | Namco Bandai             | PlayStation 4, Xbox One, Nintendo Switch, Microsoft Windows         | — |
| Dragon Ball FighterZ                                       | 26 stycznia 2018                                                                                      | Arc System Works        | Namco Bandai             | PlayStation 4, Xbox One, Microsoft Windows                          | — |
| Dragon Ball Z Kakarot                                      | 17 stycznia 2020                                                                                      | CyberConnect2           | Namco Bandai             | PlayStation 4, Xbox One, Microsoft Windows                          | |
| Dragon Ball: The Breakers                                  | 2022                                                                                                  | Dimps                   | Namco Bandai             | PlayStation 4, Xbox One, Nintendo Switch Windows                    | |